# Jaidhof
Jaidhof är en ort och kommun  i Österrike. Den ligger i distriktet Krems i förbundslandet Niederösterreich,  75 km nordväst om huvudstaden Wien. 
Kommunen består av fem orter (Ortschaften) (inom parentes invånarantal 1 januari 2024):
- Eisenbergeramt (246)
- Eisengraben (280)
- Eisengraberamt (228)
- Jaidhof (407)
- Schiltingeramt (84)